# Zonska nogometna liga podsaveza Zenica 1962./63.
Zonska nogometna liga podsaveza Zenica (također i kao Zonska liga Zenica, Podsavezna liga Zenica, Liga Zeničkog podsaveza, Zenička nogometna zona) je bila liga četvrtog stupnja nogometnog prvenstva Jugoslavije u sezoni 1962./63. 
 
Sudjelovalo je 10 klubova, a prvak je bila "Krivaja" iz Zavidovića. 

## Ljestvica
| mj. | klub                 | ut. | pob. | ner. | por. | gol+ | gol- | bod |
| --- | -------------------- | --- | ---- | ---- | ---- | ---- | ---- | --- |
| 1.  | Krivaja Zavidovići   | 18  | 11   | 3    | 4    | 59   | 33   | 25  |
| 2.  | Sloga Gornji Vakuf   | 18  | 10   | 2    | 6    | 30   | 22   | 22  |
| 3.  | Vlašić Turbe         | 18  | 9    | 3    | 6    | 42   | 38   | 21  |
| 4.  | Metalac Novi Travnik | 18  | 7    | 5    | 6    | 37   | 27   | 19  |
| 5.  | Željezničar Zenica   | 18  | 8    | 3    | 7    | 35   | 29   | 19  |
| 6.  | Lašva Dolac          | 18  | 6    | 6    | 6    | 35   | 44   | 18  |
| 7.  | Radnik Donji Vakuf   | 18  | 5    | 8    | 5    | 29   | 32   | 18  |
| 8.  | Radnik Vitez         | 18  | 6    | 4    | 8    | 31   | 32   | 16  |
| 9.  | Elektrobosna Jajce   | 18  | 4    | 6    | 8    | 29   | 44   | 14  |
| 10. | Jedinstvo Busovača   | 18  | 2    | 4    | 12   | 26   | 57   | 8   |

- Dolac – skraćeni naziv za Dolac na Lašvi
- Gornji Vakuf – tadašnji naziv za Gornji Vakuf-Uskoplje

## Rezultatska križaljka
| kratica | klub                 | ELE | JED | KRI | LAŠ | MET | RADDV | RADV | SLO | VLA | ŽELJ |
| --- | -------------------- | --- | --- | --- | --- | --- | ----- | ---- | --- | --- | ---- |
| ELE | Elektrobosna Jajce   |     |     |     |     |     |       |      |     |     |      |
| JED | Jedinstvo Busovača   |     |     |     |     |     |       |      |     |     |      |
| KRI | Krivaja Zavidovići   |     |     |     |     |     |       |      |     |     |      |
| LAŠ | Lašva Dolac          |     |     |     |     |     |       |      |     |     |      |
| MET | Metalac Novi Travnik |     |     |     |     |     |       |      |     |     |      |
| RADDV | Radnik Donji Vakuf   |     |     |     |     |     |       |      |     |     |      |
| RADV | Radnik Vitez         |     |     |     |     |     |       |      |     |     |      |
| SLO | Sloga Gornji Vakuf   |     |     |     |     |     |       |      |     |     |      |
| VLA | Vlašić Turbe         |     |     |     |     |     |       |      |     |     |      |
| ŽELJ | Željezničar Zenica   |     |     |     |     |     |       |      |     |     |      |
| |                      |     |     |     |     |     |       |      |     |     |      |
| podebljan rezultat - utakmice od 1. do 9. kola (1. utakmica između klubova) rezultat normalne debljine - utakmice od 10. do 18. kola (2. utakmica između klubova) rezultat nakošen - nije vidljiv redoslijed odigravanja međusobnih utakmica iz dostupnih izvora rezultat nakošen i smanjen * - iz dostupnih izvora nije uočljiv domaćin susreta prekrižen rezultat - poništena ili brisana utakmica p - utakmica prekinuta 3:0 p.f. / 0:3 p.f. - rezultat 3:0 bez borbe n.i. - nije igrano |                      |     |     |     |     |     |       |      |     |     |      |

 Izvori: 